# سفارة الأردن لدى البحرين
سفارة الأردن لدى البحرين هي البعثة الدبلوماسية للمملكة الأردنية الهاشمية لدى مملكة البحرين، وتقع بالعاصمة المنامة.